# Szamarai Kurumocs repülőtér
A Szergej Koroljov Szamarai Kurumocs nemzetközi repülőtér (IATA: KUF, ICAO: UWWW) (oroszul: Аэропорт Куру́моч имени Сергея Королёва) nemzetközi repülőtér Oroszországban. Szamarától 30 km-re északra és Togliattitól 50 km-re keletre helyezkedik el. A repülőtérről járatok indulnak Oroszország, Európa, Ázsia nagyobb városaiba.

## Légitársaságok és célállomások
- Aeroflot (Moszkva – Seremetyjevói nemzetközi repülőtér)
- Armavia (Jereván)
- Czech Airlines (Prága)
- Gazpromavia (Moszkva – Vnukovói nemzetközi repülőtér, Tyumen, Novij Urengoj)
- KrasAir (Krasznojarszk)
- Lufthansa (Frankfurt, Kazan, Ufa)
- Perm Airlines (Mineralnije Vodi, Perm)
- Rossiya Airlines (Szentpétervár)
- S7 Airlines (Moszkva – Domogyedovói nemzetközi repülőtér)
- Samara Airlines (Moszkva – Domogyedovói nemzetközi repülőtér, Moszkva – Seremetyjevói nemzetközi repülőtér, Nizsnevartovszk, Norilszk, Novoszibirszk, Szentpétervár)
- Tajikistan Airlines (Dusanbei nemzetközi repülőtér)
- Tbilaviamsheni (Tbiliszi)
- Turkish Airlines (Isztambul – Atatürk nemzetközi repülőtér) (hamarosan)

## Forgalom
Az utasforgalom az elmúlt években az alábbi módon változott:
| Utasok száma | 474 000 | 1 409 000 | 876 000 | 1 040 250 | 1 391 884 | 1 535 041 | 2 167 728 | 2 083 172 | 3 056 610 | 2 993 142 |
|              | 1965    | 1980      | 2002    | 2005      | 2008      | 2010      | 2013      | 2016      | 2018      | 2021      |